# George Albert Guertin
George Albert Guertin (* 17. Februar 1869 in Nashua, New Hampshire, USA; † 6. August 1931) war ein US-amerikanischer Geistlicher und römisch-katholischer Bischof von Manchester.

## Leben
George Albert Guertin empfing am 17. Dezember 1892 das Sakrament der Priesterweihe für das Bistum Manchester.
Papst Pius X. ernannte ihn am 2. Januar 1907 zum Bischof von Manchester. Der Apostolische Delegat in den Vereinigten Staaten, Erzbischof Diomede Falconio OFM, spendete ihm am 19. März desselben Jahres die Bischofsweihe; Mitkonsekratoren waren der Bischof von Providence, Matthew Harkins, und der Bischof von Hartford, Michael Tierney.
Guertin war der erste Sohn frankokanadischer Eltern, der die Bischofsweihe empfing. Außerdem war er der erste in New Hampshire geborene Bischof.